# محطة سكة حديد بشكيك -2
بيشكيك -2 (بالقرغيزية: Бишкек 2) هي محطة قطار تقع في وسط العاصمة بيشكيك ، قرغيزستان .

## نبذة
بدأ تصميم وبناء المبنى في ثلاثينيات القرن التاسع عشر وتحديدا عام 1930. تم الانتهاء من العمل في غضون عامين. تم افتتاح المحطة في الأول من مايو 1938. تقع محطة بيشكك 1 للسكك الحديدية في الجزء الغربي من المدينة ، بينما تقع هذه المحطة في وسط المدينة.

## القطارات
- بيشكك - موسكو [1]
- بيشكك - نوفوكوزنيتسك
- بيشكك - شو